# علف‌زار ۴۶۰۰
سیارک ۴۶۰۰ (به انگلیسی: 4600 Meadows، نامگذاری:1985RE4) چهار هزار و ششصدمین سیارک کشف شده‌است که در ۱۰ سپتامبر ۱۹۸۵ کشف شد.
قدر مطلق سیارک برابر ۶۳.۶ است.